# Le Voyage égoïste
Le Voyage égoïste est un recueil de nouvelles de Colette. Il donne à voir la société de l'entre-deux-guerres,  le « monde » des années 1920 et ses modes dont il témoigne.

## Éditions
Deux éditions sont parues : une en 1922, comprenant douze nouvelles et douze lithographies de Charles Guérin la deuxième en 1928, publiée par Ferenczi, et qui ne garde que quatre textes (repris du recueil La Chambre éclairée paru en 1921 : « Dimanche », « J’ai chaud », « Répit » et « Malade ») À cela s’ajoutent douze textes de la revue Vogue en 1925, et treize textes parus dans Demain, en 1924 et 1925. L'ouvrage est réédité en 1969 sous le titre Le Voyage égoïste. Aventures quotidiennes, aux éditions de Crémille ;  en 1986 chez Fayard.

## Analyse
Ces textes offrent et donnent à voir un voyage entre le passé et le présent. Et le présent immanent requiert toute l'attention de Colette, qui éprise de lenteur, médite sur le présent éphémère ; comment il se vit ; continuellement happé par l'avenir.

## Extrait
« Un jeune homme que je ne connais pas donna rendez-vous à sa jeune amie au seuil d'un métro, et s'élança dès qu'il la vit paraître, nette sous son costume tailleur, le cou deux fois ceint d'une écharpe, la petite cloche plus bas que les yeux, le cheveu invisible, la nuque rasée, l'ocre et le carmin sur la joue : "Enfin, c'est toi !" C'était une autre, pareille. Une deuxième jeune femme réglementaire issant de l'abîme, le jeune homme s'élanca derechef vers la cloche, la joue, l'écharpe, les bas [...] »